# パク・チョンキル
パク・チョンキル（朝鮮語: 박종길、英語: Pak Jong-Gil、1951年1月4日- ）は北朝鮮の柔道選手。階級は重量級(93kg超級)。身長213cm。体重163kg。

## 人物
1975年の世界選手権重量級では、自分より40cm以上背が低い日本の遠藤純男に開始早々の背負投で敗れたものの3位となった。1976年のモントリオールオリンピック重量級では、2回戦でソ連のセルゲイ・ノビコフに裏投の効果で敗れると、敗者復活戦でも遠藤に小内刈の効果で敗れて9位にとどまった。無差別では3回戦で日本の上村春樹に大内刈の効果で敗れると、敗者復活戦でもフランスのジャン＝リュック・ルージェに払腰の効果で敗れて7位だった。

## 主な戦績
- 1975年 - 世界選手権　重量級　3位
- 1976年 - モントリオールオリンピック　重量級　9位　無差別　7位